# Ulf Rosenhall
Ulf Rosenhall, född 1940, är en svensk professor vid hörselkliniken i Karolinska Sjukhuset/Karolinska institutet. Han är författare till Den lilla boken om hörsel.
Rosenhall disputerade 1974 vid Uppsala universitet.